# دانکاستر، ویکتوریا
دانکاستر (به انگلیسی: Doncaster) یک حومه شهر در استرالیا است که در City of Manningham واقع شده‌است.

## جمعیت
بر اساس سرشماری سال ۲۰۱۶ جمعیت ساکن دانکاستر ۲۰٬۴۹۶ نفر بوده‌است. از این تعداد ۴۴٫۶٪ متولد استرالیا هستند. دیگر کشورهای محل تولد شامل چین ۱۵٫۸٪، مالزی ۴٫۰٪، یونان ۳٫۴٪، هنگ کنگ ۳٫۰٪ و ایتالیا ۲٫۷٪ می‌شود. ۴۰٫۵٪ از افراد در خانه تنها به انگلیسی حرف می‌زنند. دیگر زبان‌هایی که در خانه‌ها به آن صحبت می‌شود شامل ماندارین ۱۷٫۶٪، کانتونی ۱۰٫۱٪، یونانی ۷٫۸٪، ایتالیایی ۳٫۶٪ و فارسی ۲٫۵٪ بوده‌است. ۳۳٫۹٪ دین دار نیستند، ۱۷٫۶٪ کاتولیک و ۱۰٫۲٪ ارتدکس شرقی هستند.